# Coupe de Mayotte de football 2023
Navigation
Édition précédente Édition suivante
La Coupe de Mayotte de football 2023 est la 43e édition de la coupe de Mayotte, compétition à élimination directe mettant aux prises des clubs liées à la ligue de Mayotte de football par la FFF.

## Déroulement de la compétition
Il y a 8 tours au total et les parties se jouent sur les terrains des clubs participants.
Les matchs se jouent en un aller simple à élimination directe où une équipe est éliminée lorsqu'elle perd un match. En cas d'égalité à l'issue du temps réglementaire (deux fois quarante-cinq minutes), le match se poursuit avec une prolongation de deux fois quinze minutes. Si l'égalité persiste, une séance de tirs au but a lieu.

## Phase préliminaire

### Tour de cadrage
- [1]

| Division | Club                      | Résultat      | Club                | Division | Lieu                                 | Date, heure   |
| -------- | ------------------------- | ------------- | ------------------- | -------- | ------------------------------------ | ------------- |
|          | Flamme d’Hajangua         | 2-3           | USC Kangani         |          | Stade de Bandrele, Bandrele          | 14/05 - 13h00 |
|          | CJ Mronabeja              | 0-2           | USC Labattoir       |          | Stade de Mronabeja, Kani-Kéli        | 14/05 - 14h30 |
|          | RC Barakani               | -'            | FCO Tsingoni        |          | Stade de Barakani, Ouangani          | 14/05 - 14h30 |
|          | M Tsanga                  | 1-3           | FC Bouyouni         |          | Stade de Mtsangadoua, Acoua          | 14/05 - 14h30 |
|          | ASCE Mirereni             | 1-2           | AS Tour Eiffel      |          | Stade de Malamani, Tsingoni          | 14/05 - 14h30 |
|          | Wahadi ASC                | 1-3           | Feu du Centre       |          | Stade de Mtsangamouji, M'Tsangamouji | 14/05 - 14h30 |
|          | ASSO Club Mirereni        | 1-0           | ASCE Nyambadao      |          | Stade de Mirereni, Tsingoni          | 14/05 - 14h30 |
|          | Papillon bleu des Comores | 2-2 (TAB 3-4) | Lance Missile       |          | Stade de Bouéni, Bouéni              | 14/05 - 14h30 |
|          | USJ Tsararano             | 0-1           | Shingabwe           |          | Stade de Tsararano, Dembeni          | 14/05 - 14h30 |
|          | Pamandzi SC               |               | ASS Himidiya        |          | Stade de Pamandzi, Pamandzi          | 14/05 - 14h30 |
|          | Ouvoimoja FC              | 1-3           | Trevani SC          |          | Stade de Kahani, Ouangani            | 14/05 - 14h30 |
|          | RC Tsimkoura              | 0-1           | RCES Poroani        |          | Stade de Chirongui, Chirongui        | 14/05 - 14h30 |
|          | FCP Mbouini               | 1-3           | US Ouangani         |          | Stade de Passy-Keli, Kani-Kéli       | 14/05 - 14h30 |
|          | Tornade Club              | 2-0           | FC Bambao           |          | Stade de Majicavo, Koungou           | 14/05 - 14h30 |
|          | Enfants du Port           | 0-4           | Mtsamboro Foot Club |          | Stade Mtsangamboua, Koungou          | 14/05 - 14h30 |
|          | US Mtsangamboua           | 2-2 (TAB 3-5) | FC Ongojou          |          | Stade de Longoni, Koungou            | 14/05 - 14h30 |
|          | Voulvavi Sports           | 3-0           | Maharavo FC         |          | Stade de Hamjago, Mtsamboro          | 14/05 - 15h00 |
|          | VSS Hagnoudrou            | 4-2           | US Mtsamoudou       |          | Stade de Bandrele, Bandrele          | 14/05 - 15h00 |
|          | US Acoua                  | -             | AS Papillon         |          | Stade de Mtsamboro, Mtsamboro        | 14/05 - 15h00 |

### 2eTour
| Division | Club               | Résultat | Club                | Division | Lieu                                 | Date, heure   |
| -------- | ------------------ | -------- | ------------------- | -------- | ------------------------------------ | ------------- |
|          | Feu du Centre      | -        | US Bandrele         |          | Stade Mroalé, Tsingoni               | 17/06 - 14h30 |
|          | RCES Poroani       | -        | FC Sohoa            |          | -, -                                 | 17/06 - 14h30 |
|          | VSS Hagnoudrou     | -        | FMJV Vahibe         |          | Stade de Hagnoudrou, Bouéni          | 17/06 - 14h30 |
|          | AS Kawéni          | -        | FC Bouyouni         |          | Stade de Kawéni, Mamoudzou           | 17/06 - 14h30 |
|          | UCS Sada           | -        | Ndrema Club         |          | Stade de Bandrani, Sada              | 17/06 - 14h30 |
|          | AS Tour Eiffel     | -        | FC Chiconi          |          | Stade de Chirongui, Chirongui        | 17/06 - 14h30 |
|          | AS Papillon        | -        | Choungui FC         |          | Stade de Mangajou, Sada              | 17/06 - 14h30 |
|          | Enfants de Mayotte | -        | Pamandzi SC         |          | Stade de Bandraboua, Bandraboua      | 17/06 - 14h30 |
|          | Tchanga FC         | -        | ASCJ Alakarabu      |          | Stade de Mtsangamouji, M'Tsangamouji | 17/06 - 14h30 |
|          | Voulvavi Sports    | -        | USC Kangani         |          | Stade de Mtsahara, Mtsamboro         | 17/06 - 14h30 |
|          | ASJ Handrema       | -        | ASO Espoir Chiconi  |          | Stade Handrema, Bandraboua           | 17/06 - 14h30 |
|          | Mahabou SC         | -        | Espoir Club Longoni |          | Stade du Lycée, Mamoudzou            | 17/06 - 14h30 |
|          | Lance Missile      | -        | FCY Koungou         |          | Stade de Dapani, Bandrele            | 17/06 - 14h30 |
|          | USC Labattoir      | -        | Tornade Club        |          | Stade de Labattoir, Dzaoudzi         | 17/06 - 14h30 |
|          | US Acoua           | -        | Choungui FC         |          | Stade de Acoua, Acoua                | 17/06 - 14h30 |
|          | VCO Vahibé         | -        | Trévani SC          |          | Stade de Vahibé, Mamoudzou           | 17/06 - 14h30 |
|          | FC Dembéni         | -        | USCJ Koungou        |          | Stade de Dembéni, Dembeni            | 17/06 - 14h30 |
|          | Shingabwe          | -        | FC Labattoir        |          | Stade de Hamjago, Mtsamboro          | 17/06 - 14h30 |
|          | ASSO Club Miréréni | -        | AS Sada             |          | Stade de Miréréni, Tsingoni          | 17/06 - 14h30 |
|          | ASJ Moinatrindri   | -        | FC Kani-Bé          |          | Stade Choucra, Bouéni                | 17/06 - 14h30 |
|          | FC Majicavo        | -        | Racine du Nord      |          | Stade de Majicavo, Koungou           | 17/06 - 14h30 |
|          | Miracle du Sud     | -        | Mtsamboro Foot Club |          | Stade de Bouéni, Bouéni              | 17/06 - 14h30 |
|          | Étincelles Hamjago | -        | US Ouangani         |          | Stade de Hamjago, Mtsamboro          | 17/06 - 14h30 |
|          | AS Kahani          | -        | Olympique Miréréni  |          | Stade de Miréréni, Tsingoni          | 17/06 - 14h30 |
|          | Espérance d’Iloni  | -        | AS Bandraboua       |          | Stade de Iloni, Tsingoni             | 17/06 - 14h30 |
|          | Espoir de Mtsapere | -        | ACSJ Mliha          |          | Stade du Baobab, Mamoudzou           | 17/06 - 14h30 |

## Synthèse

### Nombre d'équipes par division et par tour
| Divisions / Tours                                                                     | Tour de cadrage | 2e tour       | 32es de finale | 16es de finale | 8es de finale | Quarts de finale | Demi-finales  | Finale        | Vainqueur     |
| ------------------------------------------------------------------------------------- | --------------- | ------------- | -------------- | -------------- | ------------- | ---------------- | ------------- | ------------- | ------------- |
| Régionale 1 (1)                                                                       | Exemptés        | Exemptés      | 12             |                |               |                  |               |               |               |
| Régionale 2 (2)                                                                       | 12              |               |                |                |               |                  |               | Aucune équipe | Aucune équipe |
| Régionale 3 (3)                                                                       |                 |               |                |                | Aucune équipe | Aucune équipe    | Aucune équipe | Aucune équipe | Aucune équipe |
| Régionale 4 (4)                                                                       |                 |               |                |                |               | Aucune équipe    | Aucune équipe | Aucune équipe | Aucune équipe |
| National 3 (5)                                                                        |                 |               |                |                | Aucune équipe | Aucune équipe    | Aucune équipe | Aucune équipe | Aucune équipe |
| Régional 1 (6)                                                                        |                 |               |                |                | Aucune équipe | Aucune équipe    | Aucune équipe | Aucune équipe | Aucune équipe |
| Régional 2 (7)                                                                        |                 |               | Aucune équipe  | Aucune équipe  | Aucune équipe | Aucune équipe    | Aucune équipe | Aucune équipe | Aucune équipe |
| Régional 3 (8)y a pas de championnat de Régional 3 (Structure du football à Mayotte). |                 | Aucune équipe | Aucune équipe  | Aucune équipe  | Aucune équipe | Aucune équipe    | Aucune équipe | Aucune équipe | Aucune équipe |
| 1                                                                                     | Aucune équipe   | Aucune équipe | Aucune équipe  | Aucune équipe  | Aucune équipe | Aucune équipe    | Aucune équipe |               |               |
| Aucune équipe                                                                         |                 |               |                |                |               |                  |               |               |               |
| Total                                                                                 |                 |               |                |                |               |                  |               |               |               |